# Крыстина
Крыстина (болг. Кръстина) — село в Бургасской области Болгарии. Входит в состав общины Камено. Находится примерно в 6 км к западу от центра города Камено и примерно в 21 км к северо-западу от центра города Бургас. По данным переписи населения 2011 года, в селе  проживало 400 человек.

## Население
| Год     | 1934 | 1946 | 1956 | 1965 | 1975 | 1985 | 1992 | 2001 | 2011 |
| ------- | ---- | ---- | ---- | ---- | ---- | ---- | ---- | ---- | ---- |
| Жителей | 714  | 813  | 862  | 797  | 914  | 782  | 717  | 673  | 400  |

| Национальность  | Человек | Процент |
| --------------- | ------- | ------- |
| болгары         | 160     | 55,56%  |
| цыгане          | 111     | 38,54%  |
| не определились | 12      | 4,17%   |
| Всего ответов   | 288     |         |

|  |